# Двері хлопають
«Двері хлопають» («Les portes claquent») — французька кінокомедія 1960 року, яку зняли режисери Жак Пуатрено та Мішель Ферма.

## Сюжет
Конфлікт поколінь у буржуазній родині, між батьками і дітьми, показано очима ніжної й дещо розчарованої бабусі.

## У ролях
- Дані Саваль: головна роль
- Ноель Рокеверт: головна роль
- Жаклін Майян: головна роль
- Катрін Денев: роль другого плану
- Франсуаза Дорлеак: роль другого плану
- Майкл Лонсдейл: роль другого плану
- Моріс Сарфаті: роль другого плану
- Елен Дьєдонне: роль другого плану
- Піколетт: роль другого плану

## Знімальна група
- Режисери: Жак Пуатрено, Мішель Ферма
- Сценарій: Франсіс Косне, Мішель Ферма, Жан Феррі, Жак Пуатрено, Мішель Ферма
- Композитор: Мішель Легран
- Монтаж: Жак Десаньйо